# دن کی. مکنیل
دن کی. مکنیل (انگلیسی: Dan K. McNeill؛ زادهٔ ۲۳ ژوئیهٔ ۱۹۴۶) یک فرد نظامی اهل ایالات متحده آمریکا است.